# Pijpenstrootjesroest
De pijpenstrootjesroest (Puccinia moliniae) is een autoecische schimmel behorend tot de familie Pucciniaceae. Hij vormt spermogonia (bovenzijde blad) en aecia (onderzijde blad en bladstelen) op Brunel (Prunella) en wilde weit (Melampyrum arvense), en uredinia en telia op de onder- en soms ook bovenzijde van het blad van Pijpenstrootje (Molinia caerulea).

## Kenmerken
- Op Brunel (Prunella) de enig bekende roestsoort
- op Wilde weit (Melampyrum arvense) de enige roest die spermogonia en aecia vormt
- op Pijpenstrootje (Molinia caerulea) te onderscheiden aan de hand van de teliosporen, die geen kroonvormige uitsteeksels aan de top hebben en die aan de top een 5 µm verdikte celwand hebben (en niet 6-13 µm verdikt).

## Verspreiding
Het bekende verspreidingsgebied van Puccinia moliniae omvat Europa en China.
In Nederland komt de pijpenstrootjesroest uiterst zeldzaam voor. 